# Most (1969.)
Most je partizanski film Hajrudina Krvavca iz 1969. godine. Film je priča o grupi diverzanata koja ima zadatak srušiti most kojim bi njemačke postrojbe doveli u bezizlazan položaj. S njima je i inženjer, konstruktor mosta koji im u tome treba pomoći, ali se u početku opire ideji rušenja svoga djela.

## Glavne uloge
- Velimir Bata Živojinović - Tigar
- Slobodan Perović - inženjer
- Boris Dvornik - Zavatoni
- Relja Bašić - Sova
- Sibina Mijatović - Jelena
- Boro Begović - Tihi
- Jovan Janićijević - Mane
- Igor Galo - Bambino
- Wilhelm Koch-Hooge - pukovnik Mark von Felsen
- Hannjo Hasse - dr. Hofman